# 1868 en Nouvelle-Écosse
Chronologie de la Nouvelle-Écosse
- 1864
- 1865
- 1866
- 1867
- 1868
- 1869
- 1870
- 1871
- 1872

Cette page concerne des événements d'actualité qui se sont produits durant l'année 1868 dans la province canadienne de la Nouvelle-Écosse.

## Politique
- Premier ministre : William Annand (Parti anti-confédération-libéral)
- Chef de l'Opposition : Hiram Blanchard (Parti conservateur)
- Lieutenant-gouverneur : Charles Hastings Doyle
- Législature : 24e (en)

## Événements
- 22 octobre : l'anti-confédéré-libéral Hugh Macdonald remporte l'élection partielle d'Inverness (en) à la suite de la réélection du chef du Parti conservateur Hiram Blanchard.

## Décès
- 12 septembre : Charles Dickson Archibald (en), député provincial de Truro Township (1826-1830) (°31 octobre 1802).
- 15 décembre : Thomas Killam (en), député fédéral de Yarmouth (1867-1868) (°8 février 1802).